# Шор, Брюс
Брюс Шор (англ. Bruce W. Shore; 1935 — 9 января 2021) — американский физик-теоретик, специалист по атомной физике и теории взаимодействия света с веществом.

## Биография
В 1960 году в Массачусетском технологическом институте защитил докторскую диссертацию по экспериментальной ядерной химии. Следующее десятилетие работал в Гарвардской обсерватории и Университете штата Канзас. В 1970 году стал сотрудником Ливерморской национальной лаборатории, где трудился до выхода на пенсию в 2001 году. В 1980-е годы во время отпусков читал лекции в Имперском колледже Лондона. С 1991 года плотно сотрудничал с исследователями из Технического университета Кайзерслаутерна, а с конца 2000-х — из Дармштадтского технического университета. После получения в 1997 году премии Гумбольдта целый год провёл в Германии. Был редактором журналов Journal of the Optical Society of America B и Reviews of Modern Physics. Избирался действительным членом Американского физического общества и Оптического общества Америки.
В 1970-е годы занимался исследованиями в рамках секретных проектов, связанных с лазерным разделением изотопов. В 1975 году обнаружил явление захвата населённости (англ. population trapping), приводящее к уменьшению эффективности ионизации атомов при их возбуждении дополнительным лазером. В 1983 году разработал преобразование Морриса — Шора, позволяющее представить сложную систему возбуждений уровней энергии квантовой системы через набор независимых уровней энергии и двухуровневых систем. Итогом работы в 1970-х — 1980-х годах стала публикация Шором в 1990 году двухтомной монографии «Теория когерентного возбуждения атомов» (англ. The Theory of Coherent Atomic Excitation). Исследования, проводившиеся с начала 1990-х годов, были обобщены им в книге «Управление квантовой структурой с помощью лазерных импульсов» (англ. Manipulating Quantum Structure Using Laser Pulses), которая вышла в 2011 году.
Был женат на Рэнди (англ. Randi), с которой у них было пятеро детей.

## Избранные публикации
Книги
- Shore B.W., Menzel D.H. Principles of Atomic Spectra. — Wiley, 1968.
- Shore B.W. The Theory of Coherent Atomic Excitation. — Wiley, 1990.
- Shore B.W. Manipulating Quantum Structure Using Laser Pulses. — Cambridge University Press, 2011.
- Shore B.W. Our Changing Views of Photons: A Tutorial Memoir. — Oxford University Press, 2020.

Статьи
- Shore B.W. Scattering theory of absorption-line profiles and refractivity // Reviews of Modern Physics. — 1967. — Vol. 39. — P. 439-462. — doi:10.1103/RevModPhys.39.439.
- Bernhardt A.F., Shore B.W. Coherent atomic deflection by resonant standing waves // Physical Review A. — 1981. — Vol. 23. — P. 1290-1301. — doi:10.1103/PhysRevA.23.1290.
- Morris J.R., Shore B.W. Reduction of degenerate two-level excitation to independent two-state systems // Physical Review A. — 1983. — Vol. 27. — P. 906-912. — doi:10.1103/PhysRevA.27.906.
- Shore B.W., Knight P.L. The Jaynes–Cummings model // Journal of Modern Optics. — 1993. — Vol. 40. — P. 1195-1238. — doi:10.1080/09500349314551321.
- Perry M.D., Boyd R.D., Britten J.A., Decker D., Shore B.W. High-efficiency multilayer dielectric diffraction gratings // Optics Letters. — 1995. — Vol. 20. — P. 940-942. — doi:10.1364/OL.20.000940.
- Stuart B.C., Feit M.D., Rubenchik A.M., Shore B.W., Perry M.D. Laser-induced damage in dielectrics with nanosecond to subpicosecond pulses // Physical Review Letters. — 1995. — Vol. 74. — P. 2248-2251. — doi:10.1103/PhysRevLett.74.2248.
- Stuart B.C., Feit M.D., Herman S., Rubenchik A.M., Shore B.W., Perry M.D. Optical ablation by high-power short-pulse lasers // Journal of the Optical Society of America B. — 1996. — Vol. 13. — P. 459-468. — doi:10.1364/JOSAB.13.000459.
- Stuart B., Feit M., Herman S., Rubenchik A., Shore B., Perry M. Nanosecond-to-femtosecond laser-induced breakdown in dielectrics // Physical Review B. — 1996. — Vol. 53. — P. 1749-1761. — doi:10.1103/PhysRevB.53.1749.
- Bergmann K., Theuer H., Shore B.W. Coherent population transfer among quantum states of atoms and molecules // Reviews of Modern Physics. — 1998. — Vol. 70. — P. 1003-1025. — doi:10.1103/revmodphys.70.1003.
- Vitanov N.V., Halfmann T., Shore B.W., Bergmann K. Laser-induced population transfer by adiabatic passage techniques // Annual Review of Physical Chemistry. — 2001. — Vol. 52. — P. 763-809. — doi:10.1146/annurev.physchem.52.1.763.
- Vitanov N.V., Rangelov A.A., Shore B.W., Bergmann K. Stimulated Raman adiabatic passage in physics, chemistry, and beyond // Reviews of Modern Physics. — 2017. — Vol. 89. — P. 015006. — doi:10.1103/RevModPhys.89.015006.